# Liptena nigromarginata
Liptena nigromarginata är en fjärilsart som beskrevs av Henry Stempffer 1961. Liptena nigromarginata ingår i släktet Liptena och familjen juvelvingar. Inga underarter finns listade i Catalogue of Life.